# Агуайо, Фермин
Ферми́н Агуа́йо (исп. Fermín Benedicte Aguayo; 26 августа 1926, Сотильо-де-ла-Рибера, провинция Бургос — 22 ноября 1977, Париж) — испанский и французский художник, близкий к ташизму и к информелю.

## Биография
В 1936 году, в ходе гражданской войны, были убиты его отец и два брата. Мать с Фермином бежали в Бильбао, бродяжничали, затем перебрались в Сарагосу. Мать устроилась на работу, сын пошёл в школу. Через несколько лет мать умерла, вероятно — от туберкулёза.
Художник-самоучка. Входил в группу приверженцев абстракционизма Портик. С 1942 участвовал в любительских выставках. В 1946 впервые в жизни оказался в художественном музее (в Сарагосе), ничем там не заинтересовался. Посещал артистические кафе. В 1948 по чёрно-белым репродукциям в книге Гомеса де ла Серны познакомился с работами Робера Делоне, Пикассо, Архипенко, Липшица. Несколько его полотен были экспонированы в Мадриде.
В 1951 перебрался в Париж. Через Пабло Паласуэло познакомился с галеристкой Жанной Бюше. В 1958 его персональная выставка состоялась в её галерее, там же он впоследствии регулярно выставлялся. Подружился с поэтом, переводчиком и художественным критиком Клодом Эстебаном, оформил несколько его книг. С 1960 художник начал возвращаться к фигуративности. В 1962 его работы были показаны в Лондоне, в 1973 — в Нью-Йорке. Последние годы жизни тяжело болел, перенес несколько операций.
Похоронен на кладбище Баньё под Парижем. После смерти художника его экспозиции прошли в Париже, Милане, Сарагосе, Мадриде.
В 2005 большая ретроспективная выставка Агуайо была развернута в мадридском музее королевы Софии.